# Châtillon-sur-Indre
Châtillon-sur-Indre é uma comuna francesa na região administrativa do Centro, no departamento Indre. Estende-se por uma área de 45,31 km². Em 2010 a comuna tinha 2 509 habitantes (densidade: 55,4 hab./km²).